# 詹姆斯·瓦特
詹姆斯·瓦特 FRS FRSE （1736年1月19日—1819年8月25日），英国发明家、企业家、机械工程师，其改良了纽科门蒸汽机，奠定了工业革命的重要基础，是第一次工业革命的关键人物。
瓦特发展出马力的概念以及以他名字命名的功率的国际标准单位——瓦特。

## 生平

### 早期
瓦特在1736年1月19日生于苏格兰格拉斯哥附近克莱德湾上的港口小镇格林诺克。瓦特的父亲是熟练的造船工人并拥有自己的船只与造船作坊，还是小镇的官员。瓦特的母亲Agnes Muirhead出身于一个贵族家庭并受过良好的教育。他们都属于基督教长老会并且是坚定的誓约派。尽管瓦特出自于宗教家庭，但他后来还是成为了自然神论者。
瓦特小时候因为身体较弱去学校的时间不多，主要的教育都是由母亲在家里进行。瓦特从小就表现出了精巧的动手能力以及数学上的天分，并且接受了很多苏格兰民间传说与故事。
瓦特17岁的时候，母亲去世了，而父亲的生意开始走下坡路。瓦特到伦敦的一家仪表修理厂作了一年的徒工，然后回到苏格兰格拉斯哥打算开一家自己的修理店。尽管当时苏格兰还没有类似的修理店，但是由于他没有做够要求的7年徒工，他的开店申请还是被格拉斯哥的锤业者行会（管理所有使用锤子的工匠）拒绝了。
1757年，格拉斯哥大学的教授提供给瓦特一个机会，让他在大学里开设了一间小修理店，这帮助瓦特走出了困境。其中的一位教授，物理学家与化学家约瑟夫·布莱克更是成了瓦特的朋友与导师。
1767年，瓦特与表親玛格丽特·米勒（Margaret Miller）结婚，此后他们共养育了5个孩子，其中有2个活到了成年。

### 蒸汽机
瓦特的小店开业4年后，他對蒸汽機產生興趣，在朋友罗宾逊教授的引导下，瓦特开始了对蒸汽机的实验。直到此时，瓦特也还从未亲眼见过一台可以运转的蒸汽机，但是他开始建造自己的蒸汽机模型。初步的实验失败了，但是他坚持继续实验并且阅读了所有他能找到的有关蒸汽机的材料，独立地发现了潜热的重要性（尽管这在好几年前就被布莱克教授发现了，但瓦特当时并不知情）。
1763年，瓦特得知格拉斯哥大学有一台纽科门蒸汽机（Newcomen steam engine），但是正在伦敦修理，他请求学校取回了这台蒸汽机并亲自进行了修理。修理后这台蒸汽机勉强可以工作，但是效率很低。经过大量实验，瓦特发现效率低的原因是由于活塞每推动一次，气缸裡的蒸汽都要先冷凝，然后再加热进行下一次推动，从而使得蒸汽80%的热量都耗费在维持气缸的温度上面。1765年，瓦特取得了关键性的进展，他想到将冷凝器与气缸分离开来，使得气缸温度可以持续维持在注入的蒸汽的温度，并在此基础上很快建造了一个可以运转的模型。
但是要想建造一台实际的蒸汽机还有很长的路要走。首先是资金，布莱克教授提供了一些帮助，但更多的资助来自于约翰·罗巴克。罗巴克是一位成功的企业家，著名的卡伦钢铁厂的拥有者，在罗巴克的赞助下，瓦特开始了新式蒸汽机的试制，并成为新公司的合伙人。试制中的主要困难还在于活塞与气缸的加工制造工艺上。当时的工艺水平下钢铁工人更像是铁匠而不是机械师，所以制造的结果很不满意。此外由于当时的相关专利申请需要国会的认可，大部分的资金都花费在相关程序上。由于资金的短缺，瓦特不得不另找了一份运河测量员的工作，并一幹就是8年。这之后，罗巴克破产，相关专利都由伯明翰一间铸造厂老板马修·博尔顿接手。瓦特与博尔顿从此开始了他们之间长达25年的成功合作。
与博尔顿的合作，使得瓦特得到了更好的设备资金以及技术上的支持，特别是在加工制造工艺方面。新型蒸汽机制造的一个主要困难在于活塞与大型气缸的密合，这个问题最终被约翰·威尔金森（John Wilkinson）解决，他在改进加农炮的制造时提出了一种新的精密镗孔加工技术，可以用于蒸汽机的制造。终于在1776年，第一批新型蒸汽机制造成功并应用于实际生产。这批蒸汽机由于还只能提供往复直线运动而主要应用于抽水泵上。在之后的5年中，瓦特赢得了大量的订单并忙于奔波于各个矿场之间安装由这种新型蒸汽机带动的水泵。
在博尔顿的要求下，瓦特开始继续研究如何将蒸汽机的直线往复运动转化为圆周运动，以便使得蒸汽机能为绝大多数机器提供动力。一个显而易见的解决办法是通过曲柄传动，但是该项专利所有人，约翰·斯蒂德（John Steed）要求同时分享瓦特此前的分离冷凝器的专利，这一要求被瓦特坚决地拒绝了。1781年，瓦特公司的雇员威廉·默多克（William Murdoch）发明了一种称为“太阳与行星”的曲柄齿轮传动系统，并以瓦特的名义成功申请了专利。这一发明绕开了曲柄专利的限制，极大地扩展了蒸汽机的应用。
之后的6年里，瓦特又对蒸汽机作了一系列改进并取得了一系列专利：发明了双向气缸，使得蒸汽能够从两端进出从而可以推动活塞双向运动，而不是以前那样只能单向推动；使用节气阀门与离心节速器来控制气压与蒸汽机的运转；发明了一种气压示工器来指示蒸汽状况；发明了三连杆组保证气缸推杆与气泵的直线运动。由于担心爆炸的危险以及泄露问题，瓦特的早期蒸汽机都是使用低压蒸汽，后来才引进了高压蒸汽。所有这些革新结合到一起，使得瓦特的新型蒸汽机的效率是过去的纽科门蒸汽机的5倍。
1794年，瓦特与博尔顿合伙组建了专门制造蒸汽机的公司。在博尔顿的成功经营下，到1824年就生产了1165台蒸汽机。瓦特与博尔顿都赚到了不少钱。

### 性格
瓦特心思细腻，做事动作迟缓并且非常容易焦虑。他常常会灰心丧气。他会将工作放到一边，感觉好像要彻底放弃了，但他的想象力丰富，总是能想到新的改进方法，以至于很多时候都来不及一一完成。瓦特的动手能力很强，并可以完成系统的科学的测定，以量化自己的革新效果，帮助自己的理解。
瓦特是一位绅士，为其他工业革命时期的知名人士所尊重。他是伯明翰工业家与科学家组织的“月光社”的重要成员，总是对新的领域表现出极大的兴趣，被认为是很好的社交伙伴。但他对商业经营却基本一窍不通，特别讨厌与那些有兴趣使用他的蒸汽机的人讨价还价或谈判合同。直到他退休时，他都一直对自己的财务状况感到不安。他的合作者与朋友都是些意气相投的伙伴并能保持长久的友谊。

### 晚年
瓦特在半退休之前也有很多其它发明，比如他发明了一种新的利用望远镜测距的方法，一种新的透印印刷术，对油灯进行了改进，蒸汽碾压机以及延续至今的机械图纸着色法。
1800年瓦特的专利与博尔顿的合作到期，他於同年退休。但他们的合作延续到下一代，马修·博尔顿与小詹姆斯·瓦特继续合作，同时吸收了威廉·默多克为合伙人，保证了公司的持续成功。
瓦特退休后曾与他的第二任妻子到法国与德国旅行，并且在威尔士购买了一所住宅。
1819年8月25日，83岁的瓦特于英国斯塔福德郡汉兹沃斯（Handsworth, Staffordshire）的家中去世。

## 争议
正如其它很多重大发明一样，关于瓦特是否是一些蒸汽机相关的专利的发明者上一直有很多争议。但对于其中最重要的分离式冷凝器，毫无争议是由瓦特最早提出并独自发明的。从1780年左右，瓦特开始采取措施，对一些听说到的别人的主意预先提请专利，以保证蒸汽机的整体发明属于自己并防止其他人介入。瓦特在1784年8月17日给博尔顿的一封信中说道：
“我对于轮盘支架的描述是我在允许的时间与场地条件下能做的最好的情况；但是它本身还有很大缺陷，我这样做的目的只是为了防止其他人获取类似的专利。”
有人认为瓦特不允许其雇员威廉·默多克参与其高压蒸汽机的研制，从而推延了该项发明的产生。瓦特还与博尔顿一起压制其他一些工程师的工作，如乔纳森·霍恩布劳尔（Jonathan Hornblower）在1781年发明了另外一种蒸汽引擎，但是因被诉侵犯了瓦特的专利而失败。
瓦特在1781年申报的“太阳与行星”曲杆齿轮联动装置的专利，在1784年申报的一项蒸汽机专利，都有很强的证据显示是由其手下的工程师威廉·默多克发明。瓦特在1782年1月3日给博尔顿的一封信中提到该项发明的产生时说道：
“我试验了一个圆周运转的引擎模型，它是由威廉·默多克在我原有的计划上重新提出并实现的。”
但威廉·默多克本人从未对这项专利的所有权提出过异议，他一生都工作于博尔顿与瓦特的公司，并在瓦特退休后被吸收为合伙人之一。即便在原来阻碍瓦特发明的曲柄专利于1794年过期后，瓦特的蒸汽机也一直继续采用这项“太阳与行星”传动技术。
据说瓦特还曾阻挠其它一些非自己专利的蒸汽机的发明与推广，并认为用蒸汽机来推动车辆是不可能的事情。

## 影响
瓦特在原有的纽科门蒸汽机基础上发明的新式蒸汽机结构，在这之后的50年之内几乎没有什么改变。瓦特蒸汽机发明的重要性是难以估量的，它被广泛地应用在工厂成为几乎所有机器的动力，改变了人们的工作生产方式，极大地推动了技术进步并拉开了工业革命的序幕。它使得工厂的选址不必再依赖于煤矿而可以建立在更经济更有效的地方，也不必依赖于水能从而能常年地运转，这进一步促进了规模化经济的发展，大大提高了生产率的同时也使得商业投资更有效率。蒸汽机为一系列精密加工的革新提供了可能，更高的工艺保证各种机器包括蒸汽机本身的性能提高。经过不断的努力，引入更高气压的蒸汽，蒸汽火车和蒸汽轮船便很快相继问世。

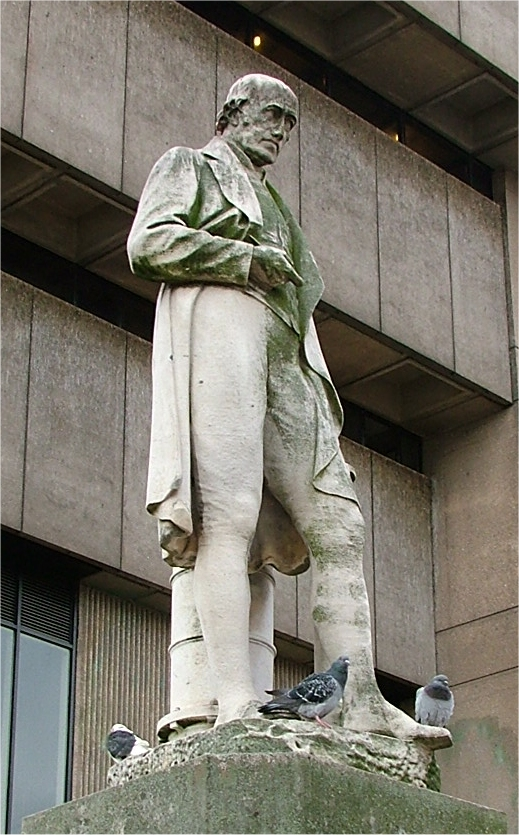
伯明翰中心图书馆前的瓦特雕像

## 荣誉
1785年瓦特被接受为英国皇家学会院士。1814年成为法国科学院8名外籍会员之一。

## 纪念
瓦特死后安葬于家乡汉兹沃斯的圣玛丽教堂后的公墓。多年后教堂扩建，使得瓦特的墓地实际上处于新教堂的内部。教堂里并建有瓦特、博尔顿与默多克三人的纪念像。同时瓦特参加的‘月亮学社’的纪念碑上也有瓦特与一台蒸汽机雕绘。伯明翰一所学校以瓦特的名字命名。瓦特的众多手稿还保存在伯明翰中心图书馆里，图书馆前至今还有瓦特的雕像。博尔顿的旧居现在是一个博物馆，用以纪念他与瓦特在蒸汽机发明上的贡献。
苏格兰有一些学院也以瓦特的名字命名，比如知名的“詹姆斯·瓦特学院”（James Watt College）。爱丁堡附近老牌的“赫瑞瓦特大学”，其前身就是建立于1821年的“瓦特艺术学校”（Watt Institution and School of Arts）。
在英国各地，有超过50条道路以瓦特的名字命名。在伦敦的西敏寺也建有瓦特纪念碑。
瓦特被誉为人类历史上最著名的发明家之一。在美国作家查尔斯·穆雷的《人类成就》（Human Accomplishment）一书中，他曾经做过一个调查，在历史上最知名的229位发明家中，瓦特与爱迪生并列第一位。在1978年迈克尔·哈特发表了一篇引发热烈讨论的作品《人类历史最有影响力的100人》中，瓦特因为发明蒸汽机而被列在第22位。
为纪念瓦特的贡献，国际单位制中的功率单位以瓦特命名。